# Cradle Mountain
Cradle Mountain är ett berg i Australien. Det ligger i regionen Meander Valley och delstaten Tasmanien, i den sydöstra delen av landet, omkring 170 kilometer nordväst om delstatshuvudstaden Hobart. Toppen på Cradle Mountain är 1 545 meter över havet.
Runt Cradle Mountain är det mycket glesbefolkat, med 2 invånare per kvadratkilometer..
I omgivningarna runt Cradle Mountain växer i huvudsak städsegrön lövskog. Genomsnittlig årsnederbörd är 1 598 millimeter. Den regnigaste månaden är augusti, med i genomsnitt 204 mm nederbörd, och den torraste är januari, med 63 mm nederbörd.